# Mistrzostwa Świata w Piłce Siatkowej Mężczyzn 2018 (eliminacje strefy CAVB)
Eliminacje strefy CAVB do Mistrzostw Świata w Piłce Siatkowej Mężczyzn 2018 odbywały się w dwóch rundach kwalifikacyjnych i brało w nich udział 21 reprezentacji. Eliminacje wyłoniły 3 zespoły, które awansowały do Mistrzostw Świata w Piłce Siatkowej Mężczyzn 2018.
Kwalifikacje były ściśle związane z Mistrzostwami Afryki w Piłce Siatkowej Mężczyzn 2017 (pierwsza runda kwalifikacyjna pełniła rolę eliminacji do Mistrzostw Afryki 2017, na których wyłonieni zostali przedstawiciele CAVB na Mistrzostwa Świata 2018).

## Uczestnicy
W eliminacjach uczestniczyło 21 reprezentacji (20 z federacji CAVB oraz Sudan Południowy). Większość przystępujących do eliminacji drużyn rozpoczęło je od pierwszej rundy. Trzy najlepsze afrykańskie zespoły, najwyżej sklasyfikowane w Rankingu FIVB seniorskich reprezentacji męskich z września 2017 bezpośrednio awansowało do Mistrzostw Afryki 2017, będącej jednocześnie drugą rundą kwalifikacyjną.
| Strefa I Grupa A                                                         | Strefa II Grupa B | Strefa III Grupa C | Drużyny nieuczestniczące w eliminacjach                                                 | Drużyny nieuczestniczące w eliminacjach                                                                      |
| ------------------------------------------------------------------------ | --- | --- | --------------------------------------------------------------------------------------- | --- |
| Algieria Libia Maroko                                                    | Republika Zielonego Przylądka Gambia* Senegal* | Ghana Niger Nigeria Wybrzeże Kości Słoniowej | Angola Benin Burkina Faso Dżibuti Erytrea Etiopia Gwinea Gwinea Bissau Gwinea Równikowa | Komory Liberia Mali Mauretania Południowa Afryka Sierra Leone Somalia Togo Wyspy Świętego Tomasza i Książęca |
| Strefa IV Grupa D                                                        | Strefa V Grupa E | Strefa VI Grupa F | Angola Benin Burkina Faso Dżibuti Erytrea Etiopia Gwinea Gwinea Bissau Gwinea Równikowa | Komory Liberia Mali Mauretania Południowa Afryka Sierra Leone Somalia Togo Wyspy Świętego Tomasza i Książęca |
| Kongo Demokratyczna Republika Konga Gabon* Republika Środkowoafrykańska* | Kenia Rwanda Sudan Południowy** Uganda Burundi* Sudan* Tanzania* | Botswana Mozambik Eswatini Lesotho* Malawi* Namibia* Zimbabwe* | Angola Benin Burkina Faso Dżibuti Erytrea Etiopia Gwinea Gwinea Bissau Gwinea Równikowa | Komory Liberia Mali Mauretania Południowa Afryka Sierra Leone Somalia Togo Wyspy Świętego Tomasza i Książęca |
| Strefa VII Grupa G                                                       | Drużyny rozpoczynające rozgrywki od Mistrzostw Afryki 2017 | Drużyny rozpoczynające rozgrywki od Mistrzostw Afryki 2017 | Angola Benin Burkina Faso Dżibuti Erytrea Etiopia Gwinea Gwinea Bissau Gwinea Równikowa | Komory Liberia Mali Mauretania Południowa Afryka Sierra Leone Somalia Togo Wyspy Świętego Tomasza i Książęca |
| Madagaskar* Mauritius* Seszele*                                          | Egipt (gospodarz, 13. miejsce w Rankingu FIVB) Tunezja (24. miejsce w Rankingu FIVB) Kamerun (30. miejsce w Rankingu FIVB) Czad (dzika karta) Zambia* (dzika karta) | Egipt (gospodarz, 13. miejsce w Rankingu FIVB) Tunezja (24. miejsce w Rankingu FIVB) Kamerun (30. miejsce w Rankingu FIVB) Czad (dzika karta) Zambia* (dzika karta) | Angola Benin Burkina Faso Dżibuti Erytrea Etiopia Gwinea Gwinea Bissau Gwinea Równikowa | Komory Liberia Mali Mauretania Południowa Afryka Sierra Leone Somalia Togo Wyspy Świętego Tomasza i Książęca |

*- drużyna wycofała się z rozgrywek
**- nie jest członkiem FIVB oraz CAVB.

## Pierwsza runda kwalifikacyjna
Uczestnicy kwalifikacji zostali rozdzieleni na 7 grup. Grupy odpowiadają strefom regionalnym, na jakie podzielona jest Afryka wg CAVB.
Wśród uczestniczących reprezentacji zostali wybrani gospodarze turniejów. Rozgrywki były prowadzone systemem kołowym, „każdy z każdym” bez meczów rewanżowych (nie we wszystkich grupach).
Do drugiej rundy kwalifikacyjnej awansowali zwycięzcy grup A i G, trzy najlepsze zespoły grupy C oraz po dwa najlepsze zespoły z pozostałych grup. Awans otrzymała również drużyna najwyżej sklasyfikowana w Rankingu FIVB we wrześniu 2017 spośród uczestników pierwszej rundy.

### Grupa A (Strefa I – Afryka Północna)
Radis, Tunezja
     Awans na Mistrzostwa Afryki 2017
     Awans na Mistrzostwa Afryki 2017 (ranking FIVB)
| Lp. | Drużyna  | Mecze | Mecze   | Mecze   | Pkt | Sety | Sety | Sety  | Małe punkty | Małe punkty | Małe punkty |
| Lp. | Drużyna  | M     | W (3:2) | P (2:3) | Pkt | wyg. | prz. | ratio | zdob.       | str.        | ratio       |
| --- | -------- | ----- | ------- | ------- | --- | ---- | ---- | ----- | ----------- | ----------- | ----------- |
| 1   | Maroko   | 2     | 2 (1)   | 0 (0)   | 5   | 6    | 3    | 2.000 | 201         | 193         | 1.041       |
| 2   | Algieria | 2     | 1 (0)   | 1 (1)   | 4   | 5    | 4    | 1.250 | 202         | 188         | 1.074       |
| 3   | Libia    | 2     | 0 (0)   | 2 (0)   | 0   | 2    | 6    | 0.333 | 173         | 195         | 0.887       |

Źródło: fivb.org
Punktacja: 3:0 i 3:1 – 3 pkt; 3:2 – 2 pkt; 2:3 – 1 pkt; 1:3 i 0:3 – 0 pkt
Zasady ustalania kolejności: 1. liczba zwycięstw; 2. liczba punktów; 3. stosunek setów; 4. stosunek małych punktów; 5. bilans w bezpośrednich meczach
| Data       | Godz. | Drużyna 1 | Wynik | Drużyna 2 | 1     | 2     | 3     | 4     | 5     | Widzów | * |
| ---------- | ----- | --------- | ----- | --------- | ----- | ----- | ----- | ----- | ----- | ------ | - |
| 2017-09-21 | 18:00 | Algieria  | 3:1   | Libia     | 25:20 | 25:19 | 22:25 | 25:21 |       |        |   |
| 2017-09-22 | 18:00 | Maroko    | 3:1   | Libia     | 23:25 | 25:21 | 25:21 | 25:21 |       |        |   |
| 2017-09-23 | 18:00 | Algieria  | 2:3   | Maroko    | 20:25 | 25:15 | 25:21 | 20:25 | 15:17 |        |   |

### Grupa B (Strefa II – Afryka Północno-Zachodnia)
Według wstępnych informacji podanych przez FIVB w rozgrywkach tej grupy miały wziąć udział 3 reprezentacje: Gambii, Republiki Zielonego Przylądka i Senegalu.
Ostatecznie chęć przystąpienia do rywalizacji wyraziła tylko Republika Zielonego Przylądka. W związku z rezygnacją pozostałych reprezentacji, drużyna Republiki Zielonego Przylądka awansowała na Mistrzostwa Afryki 2017.

### Grupa C (Strefa III – Afryka Zachodnia)
Niamey, Niger
     Awans na Mistrzostwa Afryki 2017
| Lp. | Drużyna                  | Mecze | Mecze   | Mecze   | Pkt | Sety | Sety | Sety  | Małe punkty | Małe punkty | Małe punkty |
| Lp. | Drużyna                  | M     | W (3:2) | P (2:3) | Pkt | wyg. | prz. | ratio | zdob.       | str.        | ratio       |
| --- | ------------------------ | ----- | ------- | ------- | --- | ---- | ---- | ----- | ----------- | ----------- | ----------- |
| 1   | Ghana                    | 3     | 3 (0)   | 0 (0)   | 9   | 9    | 2    | 4.500 | 268         | 210         | 1.276       |
| 2   | Nigeria                  | 3     | 2 (0)   | 1 (0)   | 6   | 7    | 3    | 2.333 | 224         | 218         | 1.028       |
| 3   | Niger                    | 3     | 1 (0)   | 2 (0)   | 3   | 4    | 7    | 0.571 | 240         | 237         | 1.013       |
| 4   | Wybrzeże Kości Słoniowej | 3     | 0 (0)   | 3 (0)   | 0   | 1    | 9    | 0.111 | 176         | 243         | 0.724       |

Źródło: fivb.org
Punktacja: 3:0 i 3:1 – 3 pkt; 3:2 – 2 pkt; 2:3 – 1 pkt; 1:3 i 0:3 – 0 pkt
Zasady ustalania kolejności: 1. liczba zwycięstw; 2. liczba punktów; 3. stosunek setów; 4. stosunek małych punktów; 5. bilans w bezpośrednich meczach
| Data       | Godz. | Drużyna 1 | Wynik | Drużyna 2                | 1     | 2     | 3     | 4     | 5 | Widzów | * |
| ---------- | ----- | --------- | ----- | ------------------------ | ----- | ----- | ----- | ----- | - | ------ | - |
| 2017-07-08 | 17:00 | Niger     | 3:1   | Wybrzeże Kości Słoniowej | 25:17 | 25:16 | 17:25 | 25:17 |   |        |   |
| 2017-07-08 | 19:00 | Ghana     | 3:1   | Nigeria                  | 22:25 | 25:16 | 25:19 | 25:13 |   |        |   |
| 2017-07-09 | 16:30 | Nigeria   | 3:0   | Niger                    | 25:21 | 25:22 | 25:22 |       |   |        |   |
| 2017-07-09 | 18:30 | Ghana     | 3:0   | Wybrzeże Kości Słoniowej | 25:17 | 25:21 | 25:16 |       |   |        |   |
| 2017-07-10 | 14:00 | Nigeria   | 3:0   | Wybrzeże Kości Słoniowej | 26:24 | 25:17 | 25:15 |       |   |        |   |
| 2017-07-10 | 16:00 | Niger     | 1:3   | Ghana                    | 19:25 | 22:25 | 25:21 | 17:25 |   |        |   |

### Grupa D (Strefa IV – Afryka Środkowa)
Według wstępnych informacji podanych przez FIVB w rozgrywkach tej grupy miały wziąć udział 4 reprezentację: Demokratycznej Republiki Konga, Gabonu, Kamerunu i Republiki ŚrodkowoafrykańskiejOstatecznie do turnieju przystąpiły Demokratyczna Republika Konga i Kongo. Pierwotnym terminem spotkania był 20 maja i mecz w tym dniu się rozpoczął, został jednak przerwany z uwagi na niewystarczające oświetlenie i przełożony na dzień następny. W pierwszym meczu zdążono rozegrać trzy sety, po których Kongo prowadziło 2:1.
 Stade des Martyrs, Kinszasa, Demokratyczna Republika Konga
     Awans na Mistrzostwa Afryki 2017
| Lp. | Drużyna                       | Mecze | Mecze   | Mecze   | Pkt | Sety | Sety | Sety  | Małe punkty | Małe punkty | Małe punkty |
| Lp. | Drużyna                       | M     | W (3:2) | P (2:3) | Pkt | wyg. | prz. | ratio | zdob.       | str.        | ratio       |
| --- | ----------------------------- | ----- | ------- | ------- | --- | ---- | ---- | ----- | ----------- | ----------- | ----------- |
| 1   | Demokratyczna Republika Konga | 1     | 1 (0)   | 0 (0)   | 3   | 3    | 0    | MAX   | 75          | 62          | 1.210       |
| 2   | Kongo                         | 1     | 0 (0)   | 1 (0)   | 0   | 0    | 3    | 0.000 | 62          | 75          | 0.827       |

Źródło: fivb.org
Punktacja: 3:0 i 3:1 – 3 pkt; 3:2 – 2 pkt; 2:3 – 1 pkt; 1:3 i 0:3 – 0 pkt
Zasady ustalania kolejności: 1. liczba zwycięstw; 2. liczba punktów; 3. stosunek setów; 4. stosunek małych punktów; 5. bilans w bezpośrednich meczach
| Data       | Godz. | Drużyna 1                     | Wynik | Drużyna 2 | 1     | 2     | 3     | 4 | 5 | Widzów | *      |
| ---------- | ----- | ----------------------------- | ----- | --------- | ----- | ----- | ----- | - | - | ------ | ------ |
| 2017-05-21 |       | Demokratyczna Republika Konga | 3:0   | Kongo     | 25:23 | 25:21 | 25:18 |   |   |        | Źródło |

Pierwotnym terminem spotkania był 20 maja i mecz się w tym dniu rozpoczął. Został jednak przerwany ze względu na niewystarczające oświetlenie i przełożony na dzień następny. W niedokończonym meczu zdołano rozegrać trzy sety, po których wygrywało Kongo 2:1.

### Grupa E (Strefa V – Afryka Wschodnia)
Według wstępnych informacji podanych przez FIVB w rozgrywkach tej grupy miało wziąć udział 7 reprezentacji: Burundi, Egiptu, Kenii, Rwandy, Sudanu, Tanzanii i Ugandy. Ostatecznie do turnieju przystąpiły Kenia, Rwanda, Uganda i Sudan Południowy.
 Amahoro Indoor Stadium, Kigali, Rwanda
     Awans na Mistrzostwa Afryki 2017
| Lp. | Drużyna          | Mecze | Mecze   | Mecze   | Pkt | Sety | Sety | Sety  | Małe punkty | Małe punkty | Małe punkty |
| Lp. | Drużyna          | M     | W (3:2) | P (2:3) | Pkt | wyg. | prz. | ratio | zdob.       | str.        | ratio       |
| --- | ---------------- | ----- | ------- | ------- | --- | ---- | ---- | ----- | ----------- | ----------- | ----------- |
| 1   | Kenia            | 3     | 2 (0)   | 1 (1)   | 7   | 8    | 4    | 2.000 | 281         | 243         | 1.156       |
| 2   | Rwanda           | 3     | 2 (0)   | 1 (0)   | 6   | 7    | 4    | 1.750 | 260         | 233         | 1.116       |
| 3   | Uganda           | 3     | 2 (1)   | 1 (0)   | 5   | 7    | 5    | 1.400 | 268         | 253         | 1.059       |
| 4   | Sudan Południowy | 3     | 0 (0)   | 3 (0)   | 0   | 0    | 9    | 0.000 | 145         | 225         | 0.644       |

Źródło: fivb.org
Punktacja: 3:0 i 3:1 – 3 pkt; 3:2 – 2 pkt; 2:3 – 1 pkt; 1:3 i 0:3 – 0 pkt
Zasady ustalania kolejności: 1. liczba zwycięstw; 2. liczba punktów; 3. stosunek setów; 4. stosunek małych punktów; 5. bilans w bezpośrednich meczach
| Data       | Godz. | Drużyna 1        | Wynik | Drużyna 2        | 1     | 2     | 3     | 4     | 5     | Widzów | *      |
| ---------- | ----- | ---------------- | ----- | ---------------- | ----- | ----- | ----- | ----- | ----- | ------ | ------ |
| 2017-07-22 | 16:00 | Uganda           | 3:2   | Kenia            | 26:24 | 25:21 | 17:25 | 24:25 | 15:12 |        | Źródło |
| 2017-07-22 | 19:00 | Rwanda           | 3:0   | Sudan Południowy | 25:19 | 25:14 | 25:16 |       |       |        | Źródło |
| 2017-07-23 | 16:00 | Rwanda           | 3:1   | Uganda           | 25:23 | 25:17 | 19:25 | 25:21 |       |        | Źródło |
| 2017-07-23 | 18:00 | Kenia            | 3:0   | Sudan Południowy | 25:17 | 25:10 | 25:18 |       |       |        | Źródło |
| 2017-07-24 | 16:00 | Sudan Południowy | 0:3   | Uganda           | 13:25 | 18:25 | 20:25 |       |       |        | Źródło |
| 2017-07-24 | 18:00 | Rwanda           | 1:3   | Kenia            | 23:25 | 22:25 | 25:23 | 21:25 |       |        | Źródło |

### Grupa F (Strefa VI – Afryka Południowa)
Według wstępnych informacji podanych przez FIVB w rozgrywkach tej grupy miało wziąć udział 7 reprezentacji: Botswany, Lesotho, Malawi, Mozambiku, Namibii, Suazi i Zimbabwe. Ostatecznie do turnieju przystąpiły Botswana, Mozambik i Suazi.
 Politecnica Hall, Maputo, Mozambik
     Awans na Mistrzostwa Afryki 2017
| Lp. | Drużyna  | Mecze | Mecze   | Mecze   | Pkt | Sety | Sety | Sety  | Małe punkty | Małe punkty | Małe punkty |
| Lp. | Drużyna  | M     | W (3:2) | P (2:3) | Pkt | wyg. | prz. | ratio | zdob.       | str.        | ratio       |
| --- | -------- | ----- | ------- | ------- | --- | ---- | ---- | ----- | ----------- | ----------- | ----------- |
| 1   | Mozambik | 2     | 2 (1)   | 0 (0)   | 5   | 6    | 2    | 3.000 | 201         | 184         | 1.092       |
| 2   | Botswana | 2     | 1 (0)   | 1 (1)   | 4   | 5    | 3    | 1.667 | 175         | 173         | 1.012       |
| 3   | Eswatini | 2     | 0 (0)   | 2 (0)   | 0   | 0    | 6    | 0.000 | 148         | 167         | 0.886       |

Źródło: fivb.org
Punktacja: 3:0 i 3:1 – 3 pkt; 3:2 – 2 pkt; 2:3 – 1 pkt; 1:3 i 0:3 – 0 pkt
Zasady ustalania kolejności: 1. liczba zwycięstw; 2. liczba punktów; 3. stosunek setów; 4. stosunek małych punktów; 5. bilans w bezpośrednich meczach
| Data       | Godz. | Drużyna 1 | Wynik | Drużyna 2 | 1     | 2     | 3     | 4     | 5    | Widzów | *      |
| ---------- | ----- | --------- | ----- | --------- | ----- | ----- | ----- | ----- | ---- | ------ | ------ |
| 2017-06-30 | 17:00 | Botswana  | 3:0   | Eswatini  | 25:23 | 25:21 | 25:20 |       |      |        | Źródło |
| 2017-07-01 | 17:00 | Mozambik  | 3:0   | Eswatini  | 25:21 | 31:29 | 36:34 |       |      |        | Źródło |
| 2017-07-02 | 17:00 | Mozambik  | 3:2   | Botswana  | 25:21 | 25:20 | 22:25 | 22:25 | 15:9 |        | Źródło |

Reprezentacja Mozambiku uzyskała kwalifikację na Mistrzostwa Afryki 2017, ale zrezygnowała z udziału w turnieju.

### Grupa G (Strefa VII – Ocean Indyjski)
Według wstępnych informacji podanych przez FIVB w rozgrywkach tej grupy miały wziąć udział 3 reprezentacje: Madagaskaru, Mauritiusa i Seszeli. Wszystkie zespoły wycofały się z rozgrywek.

## Mistrzostwa Afryki 2017[11]
W Mistrzostwach Afryki 2017 wzięło udział 14 reprezentacji.
Na Mistrzostwa Świata 2018 awansowały 3 najlepsze zespoły w końcowej klasyfikacji.

### Klasyfikacja końcowa
kwalifikacja do Mistrzostw Świata 2018
| Miejsce | Reprezentacja                 |
| ------- | ----------------------------- |
| złoto   | Tunezja                       |
| srebro  | Egipt                         |
| brąz    | Kamerun                       |
| 4.      | Algieria                      |
| 5.      | Maroko                        |
| 6.      | Rwanda                        |
| 7.      | Libia                         |
| 8.      | Demokratyczna Republika Konga |
| 9.      | Ghana                         |
| 10.     | Kenia                         |
| 11.     | Botswana                      |
| 12.     | Czad                          |
| 13.     | Nigeria                       |
| 14.     | Niger                         |